# StarLadder Budapest Major 2025
StarLadder Budapest Major 2025 — четвертый мейджор-турнир по Counter-Strike 2. Будет проходить с 24 ноября по 14 декабря 2025 года в Будапеште, Венгрия. В турнире примут участие 32 команды, а его призовой фонд составит 1,25 млн долларов.

## Предыстория
О проведении первого в Венгрии мейджора было объявлено 12 мая 2025 года. Групповой этап будет проходить на арене MTK Sportpartk, а финал на стадионе MVM Dome, который вмещает более 20 тысяч зрителей.

## Формат
Матчи будут проводиться по системе MR12 (англ. Max Rounds 12), когда для победы необходимо выиграть в 13 раундах. Овертаймы остаются и могут идти бесконечно, пока одна из команд не выиграет 4 раунда в одном из овертаймов в формате MR3.
Мейджор будет разделён на четыре стадии: три групповых этапа и плей-офф. Групповые этапы проводятся по швейцарской системе: 16 команд соревнуются за 8 мест в следующую стадию.

### Карты
- Dust II
- Inferno
- Ancient
- Mirage?!
- Nuke[англ.]
- Overpass
- Train

## Групповые этапы

### Stage 1
Будет проходить с 24 по 27 ноября и в нём примут участие 16 команд, отобравшиеся через региональные квалификации MRQ (англ. Major Regional Qualifiers).

### Stage 2
Будет проходить с 29 ноября по 2 декабря, в нем примут участие 8 команд, приглашённых в соответствии с их местом в VRS (Valve Regional Standings) и 8 лучших команд из Stage 1.

### Stage 3
Будет проходить с 4 по 7 декабря. 8 лучших команд пройдут в плей-офф.